# James Dunlop (Astronom)

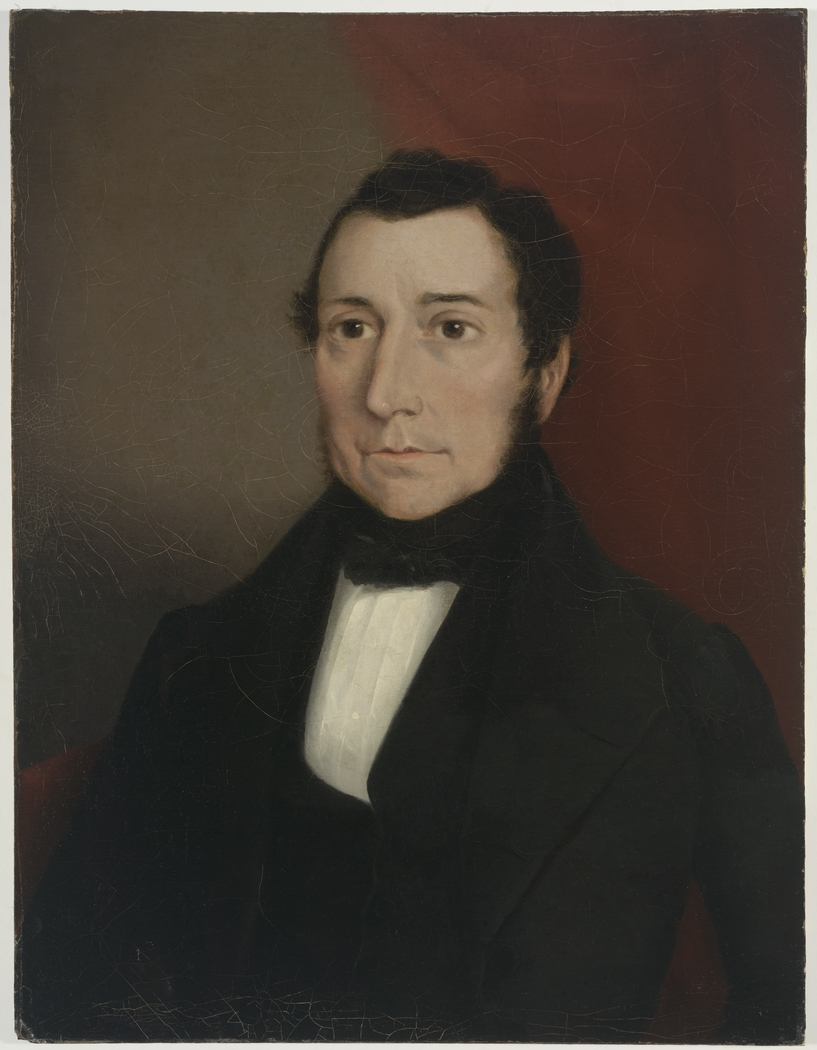
James Dunlop

James Dunlop (* 31. Oktober 1793 in Dalry, Schottland; † 22. September 1848 in Kincumber, New South Wales, Australien) war ein schottischer Astronom, der später in Australien tätig war. 
Dunlop, der zunächst in einer mechanischen Fabrik arbeitete, konstruierte ab 1810 Teleskope. 
Nachdem er 1820 die Bekanntschaft von Thomas Brisbane gemacht hatte, begann er sich zunehmend für die Astronomie zu interessieren. 1821 wurde er Assistent von Karl Rümker am neu errichteten Observatorium von Parramatta in New South Wales.
Von 1827 bis 1831 arbeitete er an Brisbanes privatem Observatorium in Roxburgh (Schottland). 1831 übernahm er das Amt des Direktors des Observatorium von Parramatta, das er bis 1847 ausübte. 
Dunlop veröffentlichte einen Katalog von 7835 Doppelsternen (erschienen 1826) sowie einen Katalog von 629 neu entdeckten nebligen Objekten (erschienen 1828), siehe Dunlop-Katalog.
Für seine Leistungen wurde er 1828 mit der Goldmedaille der Royal Astronomical Society ausgezeichnet. 1832 wurde er zum Fellow der Royal Society of Edinburgh gewählt. Am 30. Januar 1837 wurde er als korrespondierendes Mitglied in die Académie des sciences in Paris aufgenommen.
Im Jahr 2006 wurde der Asteroid (58424) Jamesdunlop nach ihm benannt.